# Sivrice
Sivrice là một huyện thuộc tỉnh Elazığ, Thổ Nhĩ Kỳ. Huyện có diện tích 648 km² và dân số thời điểm năm 2007 là 9484 người, mật độ 15 người/km².